# Татарников, Олег Георгиевич
Олег Георгиевич Татарников (20 октября 1937, Ленинград — 18 марта 2022, Санкт-Петербург) — советский российский живописец, член Санкт-Петербургского Союза художников (до 1992 года — Ленинградского Союза художников), представитель ленинградской школы живописи.

## Биография
Олег Георгиевич Татарников родился 20 октября 1937 года в Ленинграде в семье художника Георгия Павловича Татарникова (1914—1971).
Житель блокадного Ленинграда, провел в городе все 900 блокадных дней. Ветеран Великой Отечественной войны.
1949—1956 — учился в Ленинградской средней художественной школе при Академии художеств (Санкт-Петербургский государственный академический художественный лицей им. Б. В. Иогансона).
1956—1962 — учился в Санкт-Петербургской Академии художеств (факультет живописи, мастерская монументальной живописи А. А. Мыльникова). Вместе с Олегом Татарниковым учились Виталий Тюленев, Юрий Пенушкин, Юрий Павлов, ставшие впоследствии известными живописцами.
Дипломная работа — проект оформления фасада Дома Советов в Благовещенске.
С 1962 года — постоянный участник городских, зональных и республиканских выставок.
С 1967 года — член Союза художников РФ (секция живописи).
Занимался монументальной и станковой живописью, работал по договорам с Ленинградским отделением Художественного фонда РСФСР и Комбинатом живописно-оформительского искусства.
1964—1992 — автор многочисленных монументальных росписей в интерьерах общественных зданий на территории Российской Федерации, Казахстана, Киргизии, Молдавии (в том числе Уч-Курганская ГЭС, 1964; горкомхоз г. Петропавловск-Камчатский, 1965; горкомхоз г. Кандалакша, 1966; колхоз «Макарье» Кировской области, 1969; колхоз «Красная звезда» Брянской области, 1970; Кольская атомная электростанция в г. Полярные зори, 1976; дворец культуры г. Тулы, 1984).
Олег Татарников получил признание как мастер пейзажа, портрета и жанровой картины. Особое значение в его творчестве имела тема, посвященная медицинским работникам. Татарников написал целую серию живописных работ, воспев в них образ сестры милосердия («Медсестра», 1968; «Медсестры», 1971—1975; «Медсестра», 1971; «Ночное дежурство», 1977; «Медсестра. Утро», 1980; «Медсестра», 1980; «Исцеление», 1984—1985; «Медсестры», 2000). Картина «Медсёстры» (1971—1975) принесла ему широкую известность и заслуженное признание. С ней он принял участие в нескольких выставках, в том числе в Республиканской художественной выставке «60 лет Великого Октября» (1977) в Москве. Впоследствии эта работа была опубликована в ряде советских журналов (в частности, в журнале «Юность»), репродукция картины широко использовалась в тиражах открыток и календарях. Образы, созданные Татарниковым, не только в полной мере отражают свое время, но и стали настоящим символом благородного и беззаветного труда работников медицины.

Искусствовед Марина Борисовна Джигарханян отмечала:
«В тематических картинах социального плана „Медсёстры“ (1971—1975), „Ночное дежурство“ (1977) художник тяготел к поэтическим обобщениям, стремясь постичь скрытые, внутренние качества характеров, передать прежде всего эмоциональную атмосферу, подчинив ей повествовательные факторы, являвшиеся неотъемлемой частью распространенной стилевой концепции эпохи».
Из книги «По волнам памяти. Олег Татарников»:
«Серия портретов медсестёр 1960—2000-х годов, к которой художник возвращался на протяжении всей жизни, решена в стилистике эпохи Возрождения. Композиционно строгие, внутренне гармоничные работы, тщательно выполненные, отразили благородство великой миссии этих женщин. В картине „Медсестры“ (1971—1975) представлены хрупкие и стойкие девушки, окутанные аурой льющегося из окон света. Они и сами будто светятся изнутри, что роднит их с ренессансными образами Мадонны, заступницы, утешительницы».
Художественной критикой (в том числе искусствоведом Н. Б. Нешатаевой) были отмечены произведения Олега Татарникова на тему истории России и Великой Отечественной войны, занимавшей важное место в творчестве художника (среди них «Крейсер „Аврора“ в Цусимском сражении 14 мая 1905 года» (1987), «Фрегат „Аврора“ в Авачинской бухте в 1854 году» (1987); «Ночной десант на косу Фрише-Нерунг 26 апреля 1945 года» (1987), «За Ленинград!» (1975), «Один. Блокада» (1985)).
Татарников внес значительный вклад в развитие пейзажной живописи, в особенности — городского пейзажа. Он много писал свой родной Петербург. Эксперты отмечали его способность создавать монументальный и в то же время очень лирический и романтический образ города («Утро на Малой Невке» (1965), «Набережная Обводного канала вечером» (1978), «Первая Красноармейская улица» (1978), «Аллея в Приморском парке Победы» (1981), «На рассвете. Петропавловская крепость» (1980-е гг.), «Белые ночи. Ленинград» (1986), триптих «Ленинград» (1986), «Парад кораблей на Неве» (1987), «Гостиный двор. Санкт-Петербург» (1990), «Старый особняк» (1993), «Ночная улица Ленинграда» (1990), «На Конюшенной под Новый год» (1996), «Утро на Неве» (2001), «Знойный день в Петербурге» (2002), «Санкт-Петербург у окна» (2003).
В числе произведений, созданных Олегом Татарниковым в станковой живописи, не менее известны такие картины, как: «Пасмурный день» (1962), «Портрет художника Г. П. Татарникова с сыновьями» (1964), «Ижорский завод» (1964), «На даче» (1965), «Лето на Свири»(1965), «Камчадал» (1965), «Ночь» (1975), «Автопортрет» (1966), «Портрет Ф. Э. Дзержинского» (1969), «За Ленинград» (1970); «Вечерний интерьер» (1975), «Леднево» (1975), «Медсестра» (1976), «Ночное дежурство» (1977), «Дорога» (1978), «Хоста. Кафе» (1979), «Хоста. Вечерняя партия» (1980—1993), «Утро» (1980), «В ночь под Новый год» (1987—1988), «Вечер в мастерской»(1991), «Волжские просторы» (1991), «Вечерний интерьер» (1997), «Причудье» (1999), «Вечер» (1999), «Портрет Великого князя Константина Николаевича» (2005) и другие.
За участие в V республиканской художественной выставке «Советская Россия» (1975) О. Г. Татарников награжден памятной медалью Министерства культуры РСФСР, за участие в Юбилейной художественной выставке «Ленинград» (1967) — отмечен почетной грамотой.
15 марта 1991 года Олег Георгиевич Татарников был награжден медалью «Ветеран труда».
В 2023 году в Музее искусства Санкт-Петербурга XX—XXI веков состоялась посмертная масштабная ретроспективная выставка живописных работ О. Г. Татарникова «Олег Татарников. По волнам памяти». При участии Комитета по культуре Санкт-Петербурга к выставке был издан подробный каталог со статьями искусствоведов и иллюстрациями.
Произведения Олега Татарникова находятся в музеях и частных собраниях в России и за рубежом.
Супруга – искусствовед Дина Александровна Градова (1941 – 2022).

## Работы в собраниях музеев
- «Утро на Малой Невке»[60]. 1965. 47х65. Санкт-Петербургское бюджетное учреждение культуры «Центральный выставочный зал „Манеж“»
- «Лето на Свири»[61]. 1965. Холст, темпера. 100х70,5. Музей искусства Санкт-Петербурга XX—XXI веков.
- «К солнцу»[62]. 1967. Холст, темпера. 200х163. Томский областной художественный музей.
- «Камчадал»[63]. 1965. Холст, темпера. 105х194. Музей искусства Санкт-Петербурга XX—XXI веков
- «У Тихого океана»[64]. 1966. Картон, масло. 50х70. Музей искусства Санкт-Петербурга XX—XXI веков
- «На Ладоге»[65]. 1970. Холст, масло. 153х176. Екатеринбургский музей изобразительных искусств
- «Медсёстры»[8]. 1971—1975. Холст, темпера. 149х136. Музей искусства Санкт-Петербурга XX—XXI веков
- «Наш гид пани Анна»[66]. 1979. Холст, масло. 120х50. Новоуренгойский музей изобразительных искусств, Новый Уренгой
- «Знойное утро»[67]. 1998. Холст, масло. 66х71. Санкт-Петербургское бюджетное учреждение культуры «Центральный выставочный зал „Манеж“»
- «Рождество»[68]. 1987. Холст, масло. 56х46. Саратовский художественный музей имени А. Н. Радищева.
- «В ночь под Новый год».[69] 1987—1988. Холст на картоне, масло. 70х60. Музей искусства Санкт-Петербурга XX—XXI веков.
- «Обновление»[70]. 1987; Холст, масло, темпера. 85х100. Музей искусства Санкт-Петербурга XX—XXI веков
- «Утро»[71]. 1980. Холст, масло. 100х75. Новоуренгойский музей изобразительных искусств, Новый Уренгой
- «Десант на косу Фрише-Нерунг»[72]. 1986 – 1989. Холст, масло. 200х200. Калиниградский областной историко-художественный музей
- «Волжские просторы»[73]. 1991. Холст, темпера, масло. 100х300. Музей искусства Санкт-Петербурга XX—XXI веков.
- «Медсестра»[74]. 1990-е годы. Картон, темпера. 70х48,5. Музей искусства Санкт-Петербурга XX—XXI веков.
- «В ночи»[75]. 1998. Холст, темпера. 82х49. Музей искусства Санкт-Петербурга XX—XXI веков
- «Знойный день в Петербурге»[76]. 2002. Холст, темпера. 50х60. Музей искусства Санкт-Петербурга XX—XXI веков.
- «Санкт-Петербург. У окна»[77]. 2003. Холст, темпера. 110х207. Музей искусства Санкт-Петербурга XX—XXI веков.